# Будильник (журнал)
«Буди́льник» — русский литературно-художественный сатирический еженедельный журнал с карикатурами, издававшийся в 1865—1871 годах в Петербурге, в 1873—1917 годах — в Москве.

## История
Основателем и редактором «Будильника» до 1877 года был Н. А. Степанов — карикатурист демократичного направления.
В 1872 г. журнал был переведен в Москву, и соиздателями присоединились А. П. Сухов и В. Горчаков. В 1875 вместо последнего явилась Л. Н. Уткина, а в 1876 все издание перешло к ней и А. П. Сухову. Н. А. Степанов оставался редактором до сентября 1877 г., когда его заместил Н. П. Кичеев; кроме того, с декабря 1876 г. до конца октября 1878 г. был редактором А. И. Уткин. В дальнейшем журнал редактировали Н. Кугель, Е. Г. Арнольд, В. Д. Левинский и другие.
В 1860-х годах в «Будильнике» печатались поэты-сатирики Г. Н. Жулев, Д. Д. Минаев, Л. И. Пальмин, писатель А. И. Левитов, карикатуристы М. Башилов, А. Лебедев, Н. Стружкин и другие авторы. Начиная с 1864 года с журналом сотрудничал К. М. Станюкович.
В 1865 году журнале «Будильник» было впервые опубликовано стихотворение «Дубинушка» В. И. Богданова, которое в переделке А. А. Ольхина стало впоследствии одной из самых популярных революционных песен.
В 1866—1867 годах литературным отделом журнала заведовал П. И. Вейнберг.

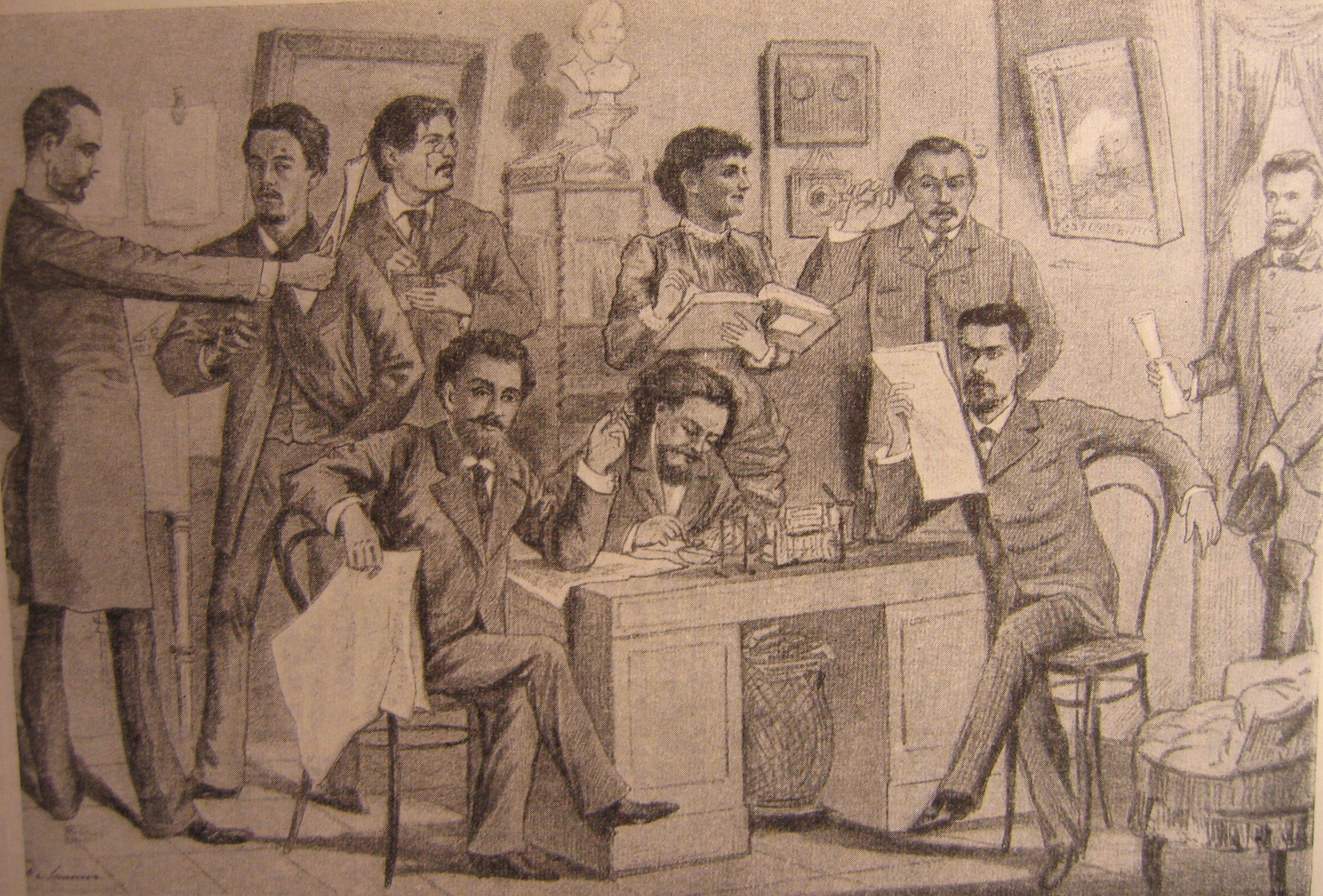
Редакционный день «Будильника». 1885. Второй слева — А. П. Чехов, крайний справа — В. А. Гиляровский. Рис. М. Чемоданова

В 1870-х годах сатира и юмор становятся менее острыми. В начале 1880-х годов в «Будильнике» под псевдонимами А. Чехонте, Брат моего брата и др. печатался А. П. Чехов. В 1881—1891 годах в журнале сотрудничал юморист Е. Ф. Кони, сын Ф. А. Кони, брат Анатолия Кони. В 1880-х в журнале публиковались произведения А. В. Амфитеатрова, В. А. Андерсона, А. В. Арсеньева, Л. Г. Граве. В «Будильнике» неоднократно печатались российские юмористы В. Р. Щиглев, Ф. В. Кугушев и поэт А. Н. Будищев.
В «Будильнике» работали известный впоследствии под псевдонимом Моор график Дмитрий Орлов, архитектор Фёдор Шехтель (под псевдонимами Ф. Ш. и Финь-Шампань), писатель В. А. Гиляровский, сатирик К. М. Антипов.
В конце XIX — начале XX века на страницах «Энциклопедического словаря Брокгауза и Ефрона» М. Н. Мазаев дал следующую оценку этому печатному изданию:
«Будильник» после «Искры» — лучший юмористический журнал, занимающийся, насколько возможно, серьезными вопросами, осмеянием наших неустройств, и отнюдь не потакающий грубым и сальным инстинктам толпы.

## Память
Рассказы А. П. Чехова, опубликованные в «Будильнике» («Репетитор», «Дома», «Злой мальчик» и «Мальчики»), в 1986 году были инсценированы в детской передаче «Будильник». Рассказы читали Наталья Назарова, Юрий Богатырёв, Василий Мищенко и Сергей Газаров.